# Amjad Youssef
Amjad Youssef est un ex-militaire de l'armée arabe syrienne au grade d'adjudant connu pour avoir participé à plusieurs exactions durant la guerre civile syrienne.

## Biographie
Amjad Youssef a rejoint l'école de renseignement militaire située dans le quartier de Maysaloun dans la banlieue de Dimas, à Damas en 2004, où il y fait neuf mois de formation intensive. En 2011, il rejoint la branche 227 du renseignement militaire syrien, connue pour être responsable de l'arrestation, de la torture et du meurtre d'un certain nombre d'opposants politiques au régime.

## Exactions
Il est l'un des instigateurs du massacre de Tadamon, et a été identifié à la suite de la diffusion d'une vidéo en 2022, neuf ans après le massacre.

## Sanctions
En 2023, les États-Unis sanctionnent Amjad Youssef et l'interdisent d'entrée sur le territoire américain.
Après la chute du régime Assad, il est activement recherché par le gouvernement intérimaire syrien.